# Урош Степановић
Урош Степановић (Београд, 27. фебруара 1993) српски је фудбалер, који тренутно наступа за Трајал.